# Dorfkirche Burgkemnitz

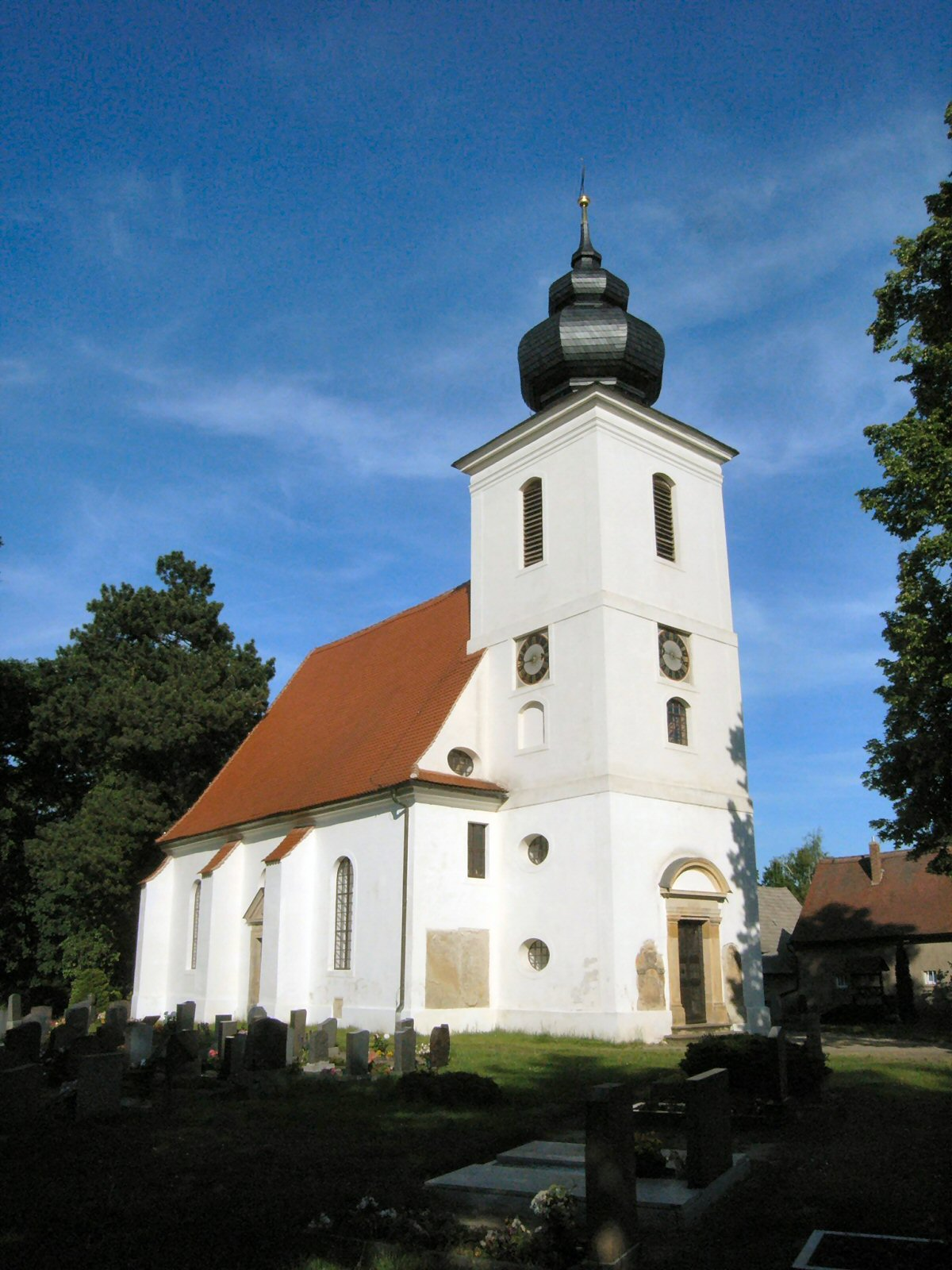
Dorfkirche Burgkemnitz

Die evangelische Dorfkirche Burgkemnitz ist eine barocke Saalkirche im Ortsteil Burgkemnitz der Gemeinde Muldestausee im Landkreis Anhalt-Bitterfeld in Sachsen-Anhalt. Sie gehört zum Pfarrbereich Krina im Kirchenkreis Wittenberg der Evangelischen Kirche in Mitteldeutschland (EKMD).

## Geschichte und Architektur
Die Kirche ist ein barocker einschiffiger Putzbau mit dreiseitigem Ostschluss und quadratischem Westturm, inschriftlich über dem West- und Südportal auf 1722 datiert. Der Außenbau ist durch geputzte Ecklisenen, Gesimsbänder und Fenstergewände gegliedert, im Ostteil des Schiffes und am Chor sind Strebepfeiler angebracht. Der Turm ist mit einer doppelt geschweiften Zwiebelhaube abgeschlossen, die Kirchturmuhr ist mit nur einem Zeiger versehen. Eine Neueindeckung des Dachs erfolgte im Jahr 1986/87, eine Innenrestaurierung im Jahr 1997. Seit 1990 unterstützt ein Förderverein die Instandhaltung der Kirche.
Der mit einer Halbtonne gewölbte Innenraum ist aufwändig ausgestaltet. Die zweigeschossige Hufeisenempore wird von marmorierten Halbsäulen getragen. Die oberen Brüstungsfelder sind mit Szenen aus dem Leben Christi, die unteren mit Bibelzitaten bemalt. Das Deckengemälde zeigt eine Darstellung der Himmelfahrt Christi; im Westen ist eine verglaste Patronatsloge der Familie von Bodenhausen, darüber die in den Raum vorschwingende Orgelempore angebracht.

## Ausstattung
Das Hauptstück der Ausstattung ist ein barocker Kanzelaltar mit einem Abendmahlsrelief, das von marmorierten Säulen flankiert wird, der darüber befindliche Kanzelkorb von Palmsäulen, das Ganze ist mit Akanthuswangen versehen. Die seitlichen Logen sind mit durchbrochenen Schnitzwerkfüllungen verziert.
Die Orgel ist ein Werk von Friedrich Wilhelm Wäldner aus dem Jahr 1851 mit 13 Registern auf zwei Manualen und Pedal, sie wurde 1993 von der Firma A. Schuster & Sohn restauriert.